# Life Goes On (Fergie)
Life Goes On è un singolo della cantante statunitense Fergie, pubblicato nel 2016 ed estratto dal suo secondo album in studio Double Dutchess.

## Tracce
- Download digitale

1. Life Goes On – 3:50